# Napoleon (Ohio)
Napoleon és una població dels Estats Units a l'estat d'Ohio. Segons el cens del 2000 tenia 9.318 habitants.

## Demografia
Segons el cens del 2000, Napoleon tenia 9.318 habitants, 3.813 habitatges, i 2.470 famílies. La densitat de població era de 643,6 habitants per km².
Dels 3.813 habitatges en un 32,5% hi vivien nens de menys de 18 anys, en un 50% hi vivien parelles casades, en un 10,9% dones solteres, i en un 35,2% no eren unitats familiars. En el 30,9% dels habitatges hi vivien persones soles el 13,4% de les quals corresponia a persones de 65 anys o més que vivien soles. El nombre mitjà de persones vivint en cada habitatge era de 2,39 i el nombre mitjà de persones que vivien en cada família era de 2,99.
Per edats la població es repartia de la següent manera: un 25,9% tenia menys de 18 anys, un 8,9% entre 18 i 24, un 28,2% entre 25 i 44, un 20,9% de 45 a 60 i un 16,1% 65 anys o més.
L'edat mediana era de 36 anys. Per cada 100 dones de 18 o més anys hi havia 84,8 homes.
La renda mediana per habitatge era de 37.467 $ i la renda mediana per família de 45.776 $. Els homes tenien una renda mediana de 33.702 $ mentre que les dones 23.475 $. La renda per capita de la població era de 18.078 $. Aproximadament el 18,9% de les famílies i el 4,1% de la població estaven per davall del llindar de pobresa.

## Poblacions més properes
El següent diagrama mostra les poblacions més properes.